# Sottostazione elettrica mobile

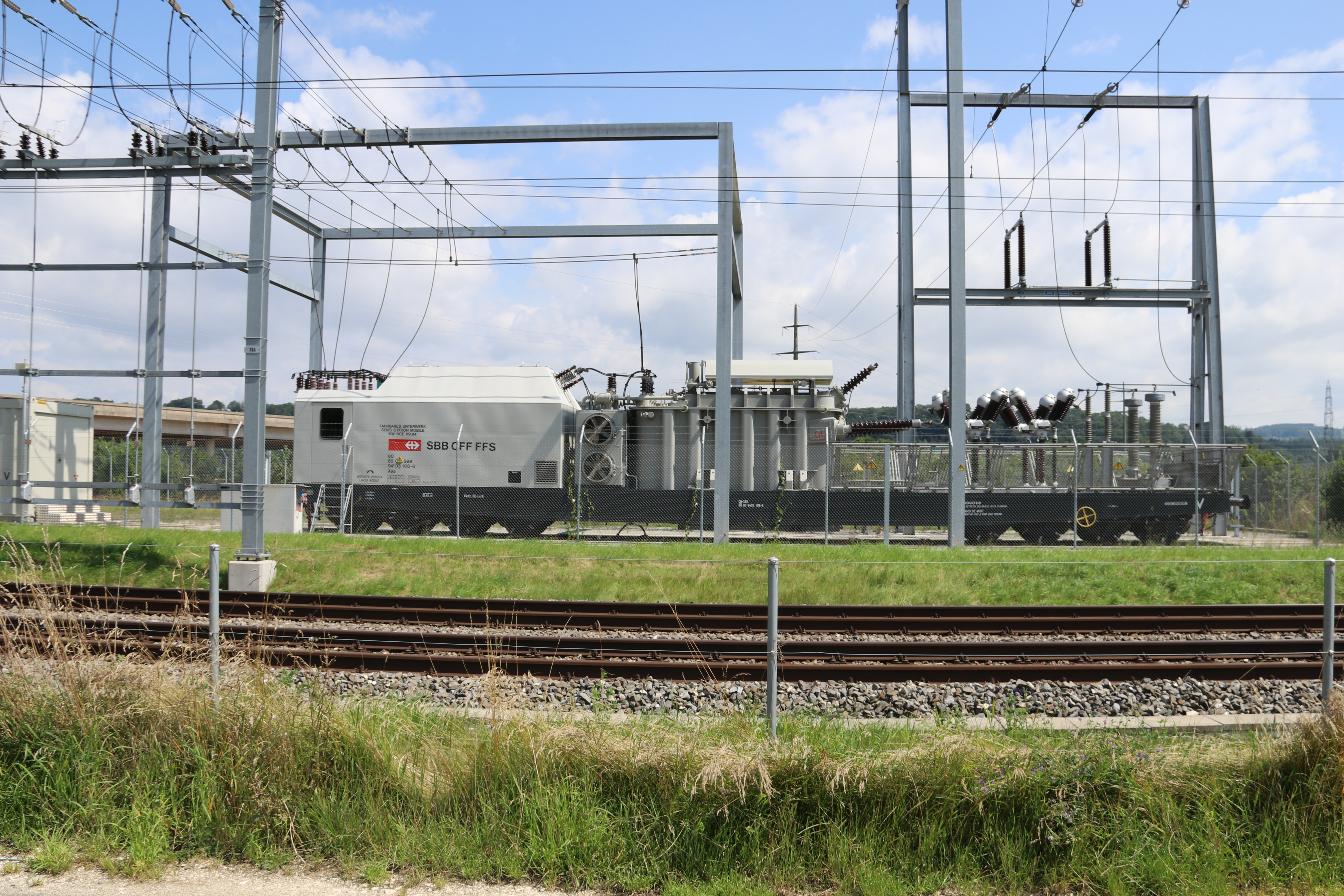
Una sottostazione elettrica mobile in Svizzera

Si definisce sottostazione elettrica mobile quel sistema di apparecchiature elettriche, quali trasformatori, interruttori, sezionatori apparecchi ausiliari e di misura, e/o raddrizzatori, montato su supporto mobile o semovente, atto ad alimentare linee ferroviarie a trazione elettrica o altri tipi di utilizzatori elettrici.

## Sottostazioni ambulanti ferroviarie
Le sottostazioni ambulanti hanno trovato nelle ferrovie uno dei luoghi di maggiore utilizzazione principalmente a scopo di sussidio per sottostazioni statiche in avaria o insufficienti.
Nei primi anni di elettrificazione ferroviaria in Italia, le sottostazioni prelevavano tensione dalla rete nazionale o locale trifase a 66 kV 50 Hz e, tramite trasformatori e convertitori (a quel tempo di tipo rotante), fornivano alla linea ferroviaria la corrente alternata trifase (3,6 kV, 16,7 Hz) necessaria. L'esempio più antico è l'elettrificazione in trifase della Ferrovia della Valtellina.
Attualmente, nella rete ferroviaria italiana, le sottostazioni elettriche ambulanti prelevano tensione da linee alta tensione trifase (132 kV / 66 kV, 50 Hz) ed erogano, tramite trasformatori e raddrizzatori, una tensione di linea di 3 kV in corrente continua. Nelle nuove linee alta velocità le sottostazioni ambulanti prelevano tensione sempre da rete alta tensione come nel caso precedente, ma tramite trasformatori alimentano la linea elettrica per alta velocità con una o più uscite a corrente alternata monofase (25 kV, 50 Hz).
Le sottostazioni elettriche ambulanti, in ambito ferroviario, sono utilizzate da anni in sostituzione o in appoggio di sottostazioni elettriche fisse anche in caso di guasto o disservizio di queste ultime.
La caratteristica essenziale che le distingue dalle Sottostazioni elettriche fisse è il fatto di essere montate su di uno o più carri ferroviari, in genere, di dimensioni notevoli.
Esse prelevano energia da linee alta tensione della rete principale o nazionale e la trasformano e/o convertono mantenendo completa autonomia e trasportabilità. 
Questi carri sono classificati dalle ferrovie italiane con la sigla SEA - SSEA- SSEAM. Il gruppo completo è spesso costituito da più vagoni.
Molto simili alle sottostazioni elettriche ambulanti ferroviarie sono le piccole sottostazioni mobili per linee tranviarie e filoviarie, con ingresso media tensione 15 kV 50 Hz e uscite 650 — 750 V corrente continua.

## Altri tipi di sottostazione ambulante
In ambito di elettrificazione civile la sottostazione ambulante serve a sopperire alle carenze momentanee, guasti e non solo, delle linee dell'ente elettrico. Queste sottostazioni sono realizzate su grossi rimorchi, o in container, e prevedono interruttori di linea, extrarapidi, trasformatori 132 kV — 15 kV, circuiti di controllo e protezione sulle uscite. Esistono anche piccole sottostazioni mobili con ingresso 15 kV ed uscite bassa tensione.